# René Goscinny
René Goscinny (født 14. august 1926, død 5. november 1977, også kendt som René Maldecq, René Macaire, Agostini, Liliane d’Orsay) var en fransk-polsk forfatter, redaktør og humorist, som er bedst kendt for tegneserien Asterix, som han skabte sammen med illustratoren Albert Uderzo, og for sit arbejde med tegneserien Lucky Luke sammen med Morris (årene blev anset som seriens guldår) og Iznogood sammen med Jean Tabary.

## Tidlige liv
Goscinny blev født i Paris i 1926 af en familie af jødisk afstamning; hans forældre var Stanisław Simkha Gościnny (efternavnet betyder gæstfri på polsk), en kemiingeniør fra Warszawa, Polen, og Anna Bereśniak-Gościnna fra Chodorków, en lille landsby i den Anden polske republik, i dag Ukraine. Claude, Renés storebror, blev født 6 år tidligere den 10. december 1920. Stanisław og Anna mødte hinanden i Paris og blev gift i 1919. Gościnnyfamilien flyttede til Buenos Aires, Argentina, to år efter Renés fødsel, på grund af at Stanisław havde fået arbejde der. Han havde en lykkelig barndom i Buenos Aires og studerede i de franske skoler der. Han havde en vane med at være klassens klovn, sandsynligvis for at kompensere for en naturlig generthed. Han begyndte at tegne meget tidligt, inspireret af illustrerede historier, som han nød at læse.
I december 1943, året efter at han dimitterede fra skolen, mistede Goscinny 17 år gammel sin far, som døde af en hjerneblødning, hvilket tvang ham til at finde et job. Det næste år fik han sit første job som bogholder i en dækfabrik, og da han blev afskediget det følgende år, blev han illustrator i et reklamebureau.
Goscinny forlod Argentina sammen med sin mor og flyttede til New York i 1945, for at flytte ind hos deres onkel Boris der boede der. For at undgå tjeneste i det amerikanske militær rejste han til Frankrig for at slutte sig til den franske hær i 1946. Han tjente i Aubagne i det 141. bataillon d’infanterie alpine. Han blev forfremmet til overkorporal, og han blev udnævnt som illustrator for regimentet og tegnede illustrationer og plakater til hæren.

## Første arbejde
Det følgende år illustrerede han bogen The Girl with The Eyes of Gold og vendte tilbage til New York. Ved sin ankomst gik han igennem den sværeste periode i sit liv. For et stykke tid blev han arbejdsløs. I 1948 kom han på benene igen og begyndte at arbejde i et lille studie med de fremtidige Mad-tegnere Will Elder, Jack Davis og Harvey Kurtzman.. Goscinny blev art director ved Kunen Publishers, hvor han skrev fire børnebøger. Denne gang mødte han Joseph Gillain, bedre kendt som Jijé, og Maurice de Bevere, som var kendt som Morris, forfatter og tegner af serien Lucky Luke, som Goscinny skrev fra 1955 til sin død i 1977.
Senere mødte han Georges Troisfontaines, chef for World Press agency, som overbeviste Goscinny om at vende tilbage til Paris og arbejde for hans bureau som leder for hans kontor i 1951. Her mødte han Albert Uderzo, som han startede et mangeårigt samarbejde med. De startede med at arbejde for Bonnes Soirées, et kvindemagasin som Goscinny skrev Sylvie for. Goscinny og Uderzo lancerede også serierne Jehan Pistolet og Luc Junior i La Libre Junior.
I 1955 grundlagde Goscinny sammen med Jean-Michel Charlier, Albert Uderzo og Jean Hébrad syndikatet Edipress/Edifrance. Syndikatet lancerede publikationer som Clairon for en fabrik og Pistolin for en chokoladeproducent. Goscinny og Uderzo samarbejdede om at lave serien Bill Blanchart i Jeannot, Pistolet i Pistolin og Benjamin et Benjamine i magasinet af samme navn. Under pseudonymet Agostini skrev Goscinny Le Petit Nicolas for Jean-Jacques Sempé i Le Moustique og senere Sud-Ouest og Pilote.
I 1956 begyndte Goscinny at samarbejde med magasinet Tintin. Han skrev nogle noveller for Jo Angenot og Albert Weinberg og arbejdede på Signor Spaghetti med Dino Attanasio, Monsieur Tric med Bob de Moor, Prudence Petitpas med Maurice Maréchal, Globul le Martien og Alphonse med Tibet, Strapontin med Berck og Modeste et Pompon med André Franquin. En tegneserie lavet sammen med Uderzo, Umpa-pa, blev også udgivet i Tintin i 1958-1962. I tillæg, fremtrådte Goscinny i magasinet Paris-Flirt (Lili Manequin med Will) og Vaillant (Boniface et Anatole med Jordom, Pipsi med Godard).

## PiloteogAsterix
I 1959 begyndte Édifrance/Édipresse at syndikere tegneseriemagasinet Pilote.
Goscinny blev en af de mest produktive skribenter til bladet. I bladets første nummer lancerede han sin mest berømte tegneserie, Asterix , sammen med Uderzo. Denne serie blev et øjeblikkeligt hit og er nu kendt over hele verden. Goscinny genstartede også serien Le Petit Nicolas og Jehan Pistolet, i dag Jehan Soupolet. Goscinny begyndte serierne Jacquots le Mousse og Tromblon et Bottaclou med Godard.
Bladet blev købt af Georges Dargaud i 1960, og Goscinny blev redaktør. Han begyndte også nye serier som Les Divagations de Monsieur Sait-Tout, La Potachologie Illustrée, Les Dingodossiers og La Forêt de Chênebeau (med Mic Delinx). Med Tabary lancerede han Calife Haroun El Poussah in Record, en serie, der senere blev videreført i Pilote som Iznogoud. Med Raymond Macherot skabte han Pantoufle for Spirou.

## Død
Goscinny døde 51 år gammel i Paris af hjertestop den 5. november 1977 under en hjertestress-test på sin læges kontor. Han blev begravet på den jødiske kirkegård i Nice. Siden Goscinnys alt for tidlige død er Uderzo fortsat med at producere Asterix-serien, selv om det er i et meget langsommere tempo med en til tre bøger hvert femte år. Modtagelsen af bøgerne skrevet uden Goscinny har været blandede.

## Familie
Goscinny blev gift med Gilberte Pollaro-Millo i 1967. I 1968 fik de datteren Anne Goscinny, som også blev forfatter.

## Priser
- 1974: Adamson Award for bedste internationale tegneseriekunstner, Sverige
- 2005: Optaget i Will Eisner Hall of Fame som dommernes valg, USA

Siden 1996 er René Goscinny prisen blevet uddelt på den årlige Festival international de la bande dessinée d'Angoulême i Angouleme i Frankrig som et incitament til unge tegneserietegnere.
Ifølge tilgængelig information i UNESCOs Index Translationum var Goscinny i april 2008 den 22. mest oversatte forfatter, med 1.800 oversættelser af hans arbejde (dette tal tager ikke højde for hans ekstra arbejde under pseudonymer)

## Andet
I Drap i Sydfrankrig åbnedes i november 2012 et gymnasium, der var opkaldt efter Goscinny.